# Жилинська сільська рада (Україна)
Жи́линська сільська́ ра́да — колишня адміністративно-територіальна одиниця та орган місцевого самоврядування в Чортківському районі Тернопільської області. Адміністративний центр — с. Жилинці.

## Загальні відомості
- Територія ради: 2,113 км²
- Населення ради: 404 особи (станом на 2001 рік)
- Територією ради протікає річка Нічлава

До 19 липня 2020 р. належала до Борщівського району.
20 листопада 2020 р. увійшла до складу Борщівської міської ради.

## Населені пункти
Сільській раді були підпорядковані населені пункти:
- с. Жилинці

## Населення
За переписом населення України 2001 року в сільській раді мешкало 390 осіб.

### Мова
Розподіл населення за рідною мовою за даними перепису 2001 року:
| Мова       | Відсоток |
| ---------- | -------- |
| українська | 99,75 %  |
| російська  | 0,25 %   |

## Склад ради
Рада складалася з 14 депутатів та голови.
- Голова ради:
- Секретар ради: Стахів Ірина Володимирівна

### Керівний склад попередніх скликань
| Прізвище, ім'я, по батькові | Основні відомості                                    | Дата обрання | Дата звільнення |
| --------------------------- | ---------------------------------------------------- | ------------ | --------------- |
| Войчишин Ігор Григорович    | Сільський голова, 1967 року народження, безпартійний | 26.03.2006   | 31.10.2010      |

Примітка: таблиця складена за даними сайту Верховної Ради України

### Депутати
За результатами місцевих виборів 2010 року:
- Кількість мандатів: 14
- Кількість мандатів, отриманих за результатами виборів: 13
- Кількість мандатів, що залишаються вакантними: 1

#### За суб'єктами висування
| Суб'єкт висування                     | Кількість обраних депутатів | %    |
| ------------------------------------- | --------------------------- | ---- |
| Самовисування                         | 12                          | 92,3 |
| Політична партія Народний Рух України | 1                           | 7,7  |

#### За округами
| № округу                              | Прізвище, ім'я, по батькові  | Дата визнання обраним | Освіта             | Партійна приналежність      | Відомості про обраного депутата                                 |
| ------------------------------------- | ---------------------------- | --------------------- | ------------------ | --------------------------- | --------------------------------------------------------------- |
| Політична партія Народний Рух України |                              |                       |                    |                             |                                                                 |
| 11                                    | Роїк Галина Михайлівна       | 02.11.2010            | середня спеціальна | член Народного Руху України | тимчасово не працює                                             |
| Самовисування                         |                              |                       |                    |                             |                                                                 |
| 2                                     | Гошко Євген Йосипович        | 02.11.2010            | середня спеціальна | позапартійний               | Озерянська загальноосвітня школа І-ІІІ ст., технічний працівник |
| 3                                     | Безпалько Михайло Антонович  | 02.11.2010            | середня спеціальна | позапартійний               | Тов. «Нове відродження», робітник                               |
| 4                                     | Стахів Ірина Володимирівна   | 02.11.2010            | середня спеціальна | позапартійна                | Жилинська с/р, секретар                                         |
| 5                                     | Яськів Володимир Петрович    | 02.11.2010            | вища               | позапартійний               | тимчасово не працює                                             |
| 6                                     | Бичик Іван Петрович          | 02.11.2010            | середня спеціальна | позапартійний               | Чортківська дистанція колії, робітник                           |
| 7                                     | Коростіль Іван Адамович      | 02.11.2010            | середня            | позапартійний               | пенсіонер                                                       |
| 8                                     | Твердохліб Михайло Романович | 02.11.2010            | середня            | позапартійний               | Чорткіський лісгосп, робітник                                   |
| 9                                     | Струк Тетяна Мирославівна    | 02.11.2010            | середня спеціальна | позапартійна                | тимчасово не працює                                             |
| 10                                    | Слободян Василь Стефанович   | 02.11.2010            | середня спеціальна | позапартійний               | тимчасово не працює                                             |
| 12                                    | Швед Роман Іванович          | 02.11.2010            | середня спеціальна | позапартійний               | тимчасово не працює                                             |
| 13                                    | Стахів Леонід Богданович     | 02.11.2010            | середня спеціальна | позапартійний               | Копичинецька ВК112, черговий інспектор                          |
| 14                                    | Бояновський Роман Васильович | 02.11.2010            | середня спеціальна | позапартійний               | тимчасово не працює                                             |